# الدوري الجنوبي لكرة القدم 1924–25
الدوري الجنوبي لكرة القدم 1924–25 (بالإنجليزية: 1924–25 Southern Football League)‏ هو موسم من الدوري الجنوبي الممتاز. فاز فيه نادي ساوثهامبتون.